# Panama City (Florida)
Panama City város az Amerikai Egyesült Államok Florida államában, Bay megyében, melynek megyeszékhelye is. Lakosainak száma 32 939 fő (2020. április 1.).

## Népesség
A település népességének változása:

| 2010 | 36 484 |
| 2020 | 32 939 |